# ارنی هال
ارنی هال (انگلیسی: Arne Halse; ۲۰ اکتبر ۱۸۸۷ – ۳ ژوئیهٔ ۱۹۷۵) ورزشکار دو و میدانی اهل نروژ بود.